# One Nite Alone...
One Nite Alone... è il ventiduesimo album da studio del cantante e musicista statunitense Prince, pubblicato nel 2002 dall'etichetta NPG Records.

## Tracce
1. One Nite Alone... – 3:37
2. U're Gonna C Me – 5:16
3. Here On Earth – 3:23
4. A Case of U – 3:39
5. Have a Heart – 2:04
6. Objects In the Mirror – 3:27
7. Avalanche – 4:24
8. Pearls B4 the Swine – 3:01
9. Young & Beautiful – 2:44
10. Arboretum (strumentale) – 3:26

## Musicisti
- Prince - tutte le voci e gli strumenti eccetto dove indicato
- John Blackwell - tamburi sulle tracce 3 e 4
- Cantando nell'ambiente - le colombe di Prince, la Divinità e la Maestà[1]

## Altre note
- One Nite Alone, U're Gonna C Me, Here on Earth, A Case of U, e Pearls B4 the Swine sono stati inizialmente pubblicati attraverso l'NPG Music Club nel 2001
- U're Gonna C Me è stato registrato per la seconda volta con nuova strumentazione per MPLSound
- A Case of U è dedicato alla memoria di John L. Nelson, il padre di Prince